# Agustín Della Corte

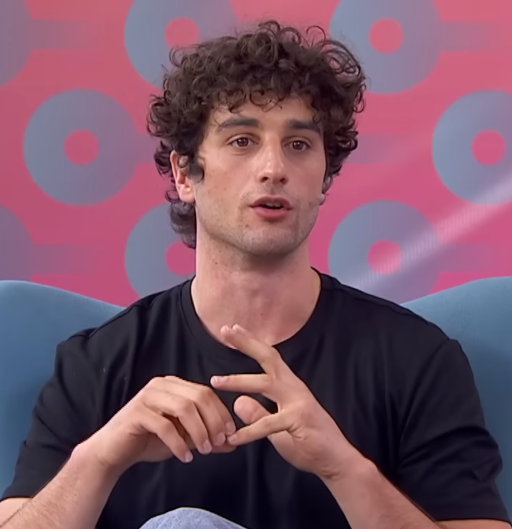
Agustín Della Corte (2024)

Agustín Della Corte Bertoni (* 11. September 1997 in Paysandú) ist ein uruguayischer Schauspieler, Model und ehemaliger Rugbyspieler. Bekannt wurde er durch seine Rolle als Antonio Vizintín im Film Die Schneegesellschaft, der von dem Flugzeugabsturz des Fluges 571 handelt.

## Leben und Karriere
Della Corte Bertoni wurde im September 1997 in Paysandú, einer Stadt im Nordwesten Uruguays, geboren. Er entstammt einer italienisch-uruguayischen Familie, die seit mehreren Generationen in Uruguay lebt. Schon in jungen Jahren begann er mit dem Rugbyspielen, spielte für einen Sportverein in seiner Heimatstadt und gab am 10. Juni 2017 sein Debüt in der uruguayischen Nationalmannschaft. Im selben Jahr schrieb er sich an der Universität von Montevideo für ein Studium der Betriebswirtschaft und des Rechnungswesens ein.
Im Jahr 2018 nahm er an den Südamerikaspielen teil, bei denen die uruguayische Rugby-Sevens-Nationalmannschaft die Silbermedaille gewann. Bei der Rugby-Union-Weltmeisterschaft 2019 war er erstmals Teil des Kaders. Er gab sein WM-Debüt im dritten Gruppenspiel Uruguays gegen Wales. 2020 wurde er vom Peñarol Rugby Club verpflichtet, beendete jedoch noch im selben Jahr seine professionelle Sportkarriere.
Im Jahr 2021 wurde er nach einem Casting, das sich an Sportler richtete, für die Besetzung des Films Die Schneegesellschaft ausgewählt. Der Film basiert auf der wahren Geschichte der Flugkatastrophe des Fuerza-Aérea-Uruguaya-Flug 571. Della Corte verkörperte Antonio 'Tintín' Vizintín, einen der 16 Überlebenden. Für die Dreharbeiten musste er 27 Kilo abnehmen, um die Realität der Ereignisse authentisch darzustellen. Der Film wurde für den Oscar in der Kategorie Bester Internationaler Spielfilm nominiert und gewann den Goya als Bester Film.
Seit Juni 2025 spielt Della Corte die Rolle des Roque Pérez in der Netflix-Serie Olympo.

## Filmografie (Auswahl)
- 2023: Die Schneegesellschaft
- 2025: Olympo (Fernsehserie, 8 Episoden)